# Comuna de Poraj
Poraj (polaco: Gmina Poraj) é uma gminy (comuna) na Polónia, na voivodia de Silésia e no condado de Myszkowski. A sede do condado é a cidade de Poraj.
De acordo com os censos de 2004, a comuna tem 10 605 habitantes, com uma densidade 181,2 hab/km².

## Área
Estende-se por uma área de 58,53 km², incluindo:
- área agrícola: 46%
- área florestal: 40%

## Demografia
Dados de 30 de Junho 2004:
|                      | Total   | Total | Mulheres | Mulheres | Homens  | Homens |
| -------------------- | ------- | ----- | -------- | -------- | ------- | ------ |
|                      | pessoas | %     | pessoas  | %        | pessoas | %      |
| População            | 10 605  | 100   | 5522     | 52,1     | 5083    | 47,9   |
| Densidade (pop./km²) | 181,2   | 100   | 94,3     | 94,3     | 86,8    | 86,8   |

De acordo com dados de 2002, o rendimento médio per capita ascendia a 1339,45 zł.

## Subdivisões
- Choroń, Dębowiec, Gęzyn, Jastrząb, Kuźnica Stara, Masłońskie, Poraj, Żarki-Letnisko.

## Comunas vizinhas
- Kamienica Polska, Koziegłowy, Myszków, Olsztyn, Żarki